# État libre de Carthagène des Indes
1811–1815
Entités précédentes :
- Province de Cartagena

Entités suivantes :
- Province de Cartagena

L'État libre de Carthagène des Indes est une ancienne entité administrative et territoriale de Nouvelle-Grenade (actuelle Colombie), indépendante puis intégrée aux Provinces-Unies de Nouvelle-Grenade. Elle comprenait la partie nord de la province de Cartagena de 1810, la partie sud formant la province indépendante de Mompox avant d'être conquise par Carthagène. L'État libre de Carthagène des Indes a existé officiellement du 11 novembre 1811 au 6 décembre 1815 et fut le premier territoire de l'actuelle Colombie à déclarer son indépendance de l'Espagne.

## Histoire
Les nationalistes de Carthagène initient un coup d’État le 14 juin 1810 avec l'aide de la milice populaire du quartier de Getsamani. Le gouverneur est destitué, emprisonné et remplacé par Don Blas de Soria. Le 13 août 1810 est créée la junte suprême sous la présidence de José Maria Garcia de Toledo. Le 4 février 1811, les royalistes tentent une contre-attaque mais échouent.
Santa Cruz de Mompox et la population de sa juridiction se déclare province indépendante (tant de l'Espagne que de Carthagène) le 14 août 1810 à la suite des événements survenus à Bogota et au refus de Carthagène d'accéder aux demandes de la junte gouvernant Mompox (créée le 6 août). Le gouvernement de Carthagène envoie plusieurs commissaires pour discuter de la question, sans succès, et le 31 mai 1811 la capitale de la province mène à Mompox une forte offensive militaire sous le commandement d'Antonio José de Ayos, bataille dans laquelle Carthagène est victorieuse et retrouve sa souveraineté sur Mompox.
Au milieu de l'année 1811, les patriotes sont minés par la division intestine entre les patriotes et royalistes. Deux partis se sont formés et se sont battus avec acharnement. Après plusieurs escarmouches importantes à la fois dans les domaines militaire et politique, qui retardent de plusieurs mois la déclaration d'indépendance, celle-ci est faite le 11 novembre 1811, tandis qu'est officiellement créé l'État libre de Carthagène des Indes, déclaré souverain et indépendant de l'Espagne ou de tout autre gouvernement étranger.
Bien que les mouvements séparatistes sont nés dans les esprits des créoles riches (donc possédant une formation universitaire), à Carthagène des Indes se produisit le phénomène de la participation de la classe populaire dans le soulèvement. Comme Carthagène disposait de la plus grande force militaire du Royaume de Nouvelle-Grenade, les événements de son indépendance firent que le vice-roi ne disposait pas de celles-ci pour mâter les insurrections qui pouvaient se produire à Santafé de Bogotá ou dans les autres provinces de la Nouvelle-Grenade.
L'État libre de Carthagène des Indes subsista jusqu'au siège de 1815, lorsque le corps expéditionnaire espagnol commandé par Pablo Morillo restaure la domination espagnole sur Carthagène et sa province, puis sur le reste du pays. Cette domination perdurera encore jusqu'en 1821, date où les Espagnols seront définitivement chassés de la ville.

## Gouvernement de L'État libre de Carthagène des Indes
- Président du Gouvernement : Manuel Rodríguez Torices
- Ministre de la Guerre : Antoine Leleux, un libraire de Calais devenu l'un libérateur des pays d'Amérique latine aux côtés de Simón Bolívar
- Ministre, commissaire général de la haute police : Benoît Chassériau, agent secret français et plus tard premier ambassadeur de France en Colombie